# Przemysław Tytoń
Przemysław Tytoń (født 4. januar 1987) er en polsk fodboldspiller, der er målmand. Han spiller for Deportivo La Coruña. Tidligere har han blandt andet repræsenteret PSV Eindhoven.